# John Egan
John Egan (Cork, 20 oktober 1992) is een Iers voetballer die doorgaans als centrale verdediger speelt. Hij verruilde Brentford in juli 2018 voor Sheffield United. Egan debuteerde in 2017 in het Iers voetbalelftal.

## Clubcarrière
Egan stroomde door vanuit de jeugdacademie van toenmalig Premier League-club Sunderland in 2011, maar brak niet door in het eerste elftal. Na drie vruchteloze uitleenbeurten aan Crystal Palace, Sheffield United en Bradford City en een iets succesvollere uitleenbeurt aan Southend United, verliet Egan het Stadium of Light in 2014. Egan tekende een contract bij League One-club Gillingham, waar hij zou uitgroeien tot een defensieve sterkhouder. In 2016 leverden zijn prestaties hem een transfer op naar Championship-club Brentford, waardoor Egan weer een trapje hoger stond op de ladder van het Engels profvoetbal. Hij miste met Brentford als aanvoerder een kwalificatie voor de play-offs met een ticket naar de Premier League. Na het seizoen 2017/2018 verkaste hij naar Sheffield United, waarmee hij onder leiding van trainer Chris Wilder naar de Premier League promoveerde. Hij miste in die campagne amper twee wedstrijden en speelde steevast naast Chris Basham centraal in de verdediging.